# Federico Sanguineti
Federico Sanguineti (Torino, 19 dicembre 1955 – Torino, 26 marzo 2025) è stato un filologo e italianista italiano.

## Biografia
Figlio del poeta e critico letterario Edoardo Sanguineti, nacque a Torino, ma crebbe, studiò e insegnò a Salerno. Scriveva anch'egli poesie.

### Carriera universitaria
Nel 1985 risultò vincitore di due concorsi per ricercatore universitario nel settore disciplinare di Letteratura italiana (L-FIL-LET/10), presso l'Università di Chieti e presso quella di Salerno. Dal 1989 fu ricercatore confermato presso l'Università di Salerno e ripetutamente supplente o affidatario degli insegnamenti di Filologia Italiana, Storia della lingua italiana, Linguistica italiana. Nel 2003 ottenne la nomina a professore associato nella stessa università, avendo vinto un concorso in Linguistica italiana (L-FIL-LET/12). Nel 2005 partecipò a un concorso per Professore ordinario bandito dall'Università di Bari, risultando secondo in graduatoria e ottenendo così l'abilitazione scientifica; rimase professore ordinario di Filologia italiana a Salerno fino al 2023.

### L'attività di filologo
Annunciata da un importante contributo del 1994, nel 2001 uscì una sua edizione critica della Commedia dantesca, che rifiutava il principio della selezione dei testimoni su base cronologica postulato da Giorgio Petrocchi ritornando al criterio dei loci selecti stabiliti da Michele Barbi. Dalla collazione sistematica sull'intero testimoniale di un ridottissimo numero di loci è risultato un albero genealogico dei manoscritti estremamente semplificata: di qui l'importanza cruciale del codice Urbinate latino 366 della Biblioteca Vaticana, di origine romagnola, unico rappresentante di uno dei due rami in cui la tradizione si giudica ripartita. 
Tra le sue edizioni più importanti si ricordano anche quella de La rivoluzione francese del 1789 e la rivoluzione italiana del 1859 di Alessandro Manzoni (con presentazione di Alfredo Giuliani, Genova, Costa & Nolan, 1985), l'edizione annotata e con traduzione del De Monarchia (Milano, Garzanti, 1985), l'edizione del saggio mazziniano Dei doveri dell'uomo (con presentazione di Giovanni Spadolini, Genova, Costa & Nolan, 1990), quella delle Poesie di Lorenzo il Magnifico (Milano, BUR Rizzoli, 1992).
A partire dal 2018 pubblicò per l'editore Il Nuovo Melangolo di Genova una ulteriore edizione critica della Commedia di Dante, revisione della precedente. La nuova edizione è caratterizzata dalla scelta del Laurenziano Pluteo XL 12 come manoscritto di riferimento per gli aspetti formali; lo stemma è lo stesso dell'edizione precedente, con l'aggiunta di alcuni manoscritti ad affiancare l'Urbinate 366 nella ricostruzione del subarchetipo β (Urb. 365, Est. ital. 474, Florio), secondo quanto già anticipato dallo stesso Sanguineti in alcuni lavori successivi all'edizione critica del 2001. Il Paradiso, a cura di Eleonisia Mandola, uscì in due tomi tra il 2018 e il 2019; l'Inferno l'anno successivo 2020, mentre il volume conclusivo Purgatorio non verrà pubblicato.
Per Tempesta Editore fu curatore della collana "Filologia minima essenziale", con i saggi Le parolacce di Dante Alighieri e Paradiso con Dante e con Beatrice.

### Morte
Sanguineti è morto a Torino nel 2025, all'età di 69 anni.

## Vita privata
Ebbe una figlia, e al momento del decesso aveva anche due nipotine.

## Opere principali

### Studi
- Gramsci e Machiavelli, Roma-Bari, Laterza, 1982
- Per l'edizione critica della Comedia di Dante, «Rivista di letteratura italiana», XII, 1994, pp. 278-292
- La storia letteraria in poche righe. Il Nuovo Melangolo 2018 - ISBN 9788869831812.
- Le parolacce di Dante Alighieri, di F. Sanguineti, introduzione di M. Ovadia. Tempesta Editore 2021 - ISBN 9788885798175.
- Paradiso con Dante e con Beatrice, di F. Sanguineti, insieme a S. Alzetta, M. Ovadia e H.F. Cipriani. Tempesta Editore - 2021 - ISBN 9788885798212
- Temi svolti di storia letteraria. a uso di docenti e di discenti, di F. Sanguineti. Tempesta Editore - 2022 - ISBN 9788885798267
- Per una nuova storia letteraria, di F. Sanguineti. Argolibri - 2022 - ISBN 9788831225335
- La storia letteraria del futuro. Canone di scrittrici e di scrittori, prefazione di S. Lucamante, Edizioni dell’Orso, Alessandria, 2024, ISBN 978-8836135493

### Edizioni critiche dellaCommediadi Dante

#### Dantis Alagherii Comoedia(2001)
- Federico Sanguineti (a cura di), Dantis Alagherii Comedia, Tavernuzze – Firenze, Edizioni del Galluzzo, 2001, ISBN 88-8450-096-6.
- Federico Sanguineti (a cura di), Dantis Alagherii Comedia. Appendice bibliografica 1988-2000, Tavernuzze – Firenze, Edizioni del Galluzzo, 2005, ISBN 88-8450-144-X.

#### LaCommediadi Dante alla luce del codice Laur. Plut. XL 12 (2018-2020)
- Dante Alighieri, Commedia. Paradiso (I-XVII), a cura di Eleonisia Mandola, premessa di Federico Sanguineti, Genova, il melangolo, 2018, ISBN 9788869831478.
- Dante Alighieri, Commedia. Paradiso (XVIII-XXXIII), a cura di Eleonisia Mandola, premessa di Federico Sanguineti, Genova, il melangolo, 2019, ISBN 9788869831805.
- Dante Alighieri, Commedia. Inferno, a cura di Federico Sanguineti, premessa di Eleonisia Mandola, Genova, il melangolo, 2020, ISBN 9788869832413.

### Edizioni critiche di altri testi
- Alessandro Manzoni, La rivoluzione francese del 1789 e la rivoluzione italiana del 1859, a cura di Federico Sanguineti, Genova, Costa & Nolan, 1985
- Lorenzo de' Medici, Poesie, introduzione e note di Federico Sanguineti, Milano, BUR RIzzoli, 1992